# Tuinboon
De tuinboon of labboon (Vicia faba) is een plant die behoort tot de vlinderbloemenfamilie (Leguminosae of Fabaceae) en de onderfamilie Papilionoideae respectievelijk Faboideae daarvan. Ook de veldbonen: molleboon , paardenboon of wierboon (Vicia faba subsp. equina Perj.), duivenboon (Vicia faba subsp. minor) en waalse boon (Vicia faba subsp. major Harz; waartoe ook de tuinboon behoort) behoren tot dezelfde soort en worden als veevoer geteeld. Een molleboon is een typische Groningse lekkernij, die ook op Java en in China wordt gegeten.
Tuinbonen worden al zeer lang verbouwd en werden al in 6000 v.Chr. in het Middellands Zeegebied gegeten. De zaden waren toen echter nog vrij klein en zijn voor het eerst gevonden bij archeologische opgravingen bij Nazareth in Israël. In Europa wordt al voor 1492 melding gemaakt van de tuinboon. In Nederland wordt traditioneel de tuinboon met bonenkruid gegeten.

## Naamgeving
De Vicia faba (faba is Latijn voor boon) staat in Nederland onder meer bekend onder de namen tuinboon, labboon, flodderboon, paardenboon, grote boon, en Roomse boon.

## Rassen
De tuinboonrassen voor menselijke consumptie kunnen in twee groepen worden ingedeeld:
1. Rassen die na koken bruin worden en de typische enigszins bittere tuinboonsmaak bezitten. Deze rassen zijn bontbloeiend en worden voor de verse consumptie geteeld. De navel van het zaad is of geel of wit. Bij de rassen met een witte navel worden twee typen onderscheiden: het Witkiem- en het Express-type. Het Witkiemtype is vroeg en geeft peulen met grote zaden. De planten worden 110-130 cm hoog en de peulen 16-20 cm lang met vier of vijf zaden per peul. De zaden zijn grijswit met witte navel. Het Express-type is wat later en geeft een fijnere peul. De planten worden 80-100 cm hoog en de peulen 14-16 cm lang met vier of vijf kleine zaden per peul. De zaden zijn grijswit met witte navel.
2. Rassen die na koken blank of groen blijven en de typische enigszins bittere tuinboonsmaak missen. Deze rassen zijn witbloeiend en worden voor de verwerkende industrie geteeld. Ze hebben echter een harde schil, waardoor ze voor diepvriezen ongeschikt zijn. Bij conservering in glas blijft de opgiet bij deze rassen helder. Bruinkokende rassen geven een troebele opgiet.

Rassen met zwarte navel, in dialecten soms boerentenen genoemd (omdat de vorm van een tuinboon op een teen lijkt en de zwarte navel op een vuile nagel), zijn in Nederland nauwelijks nog in de handel. Een voorbeeld is het ras 'Leidse lange hangers'. Ze behoren ook tot het bruinkokend type.

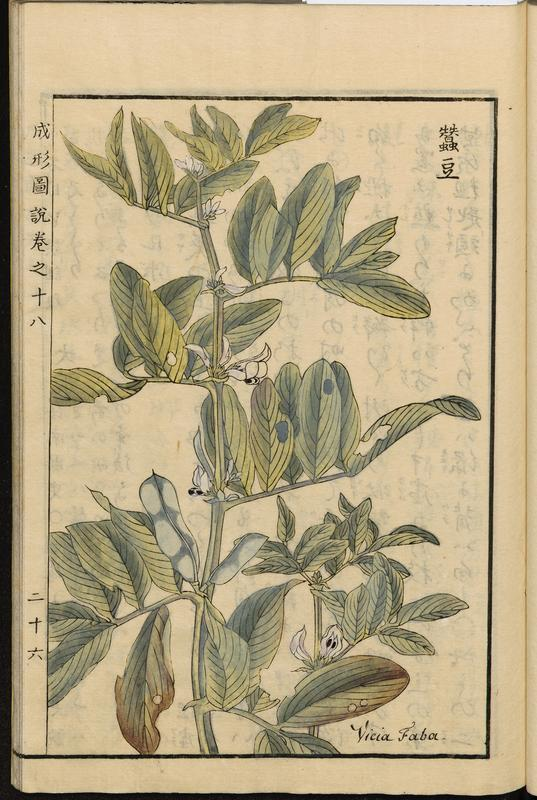
Vicia faba uit Japanse Landbouwencyclopedie Seikei Zusetzu
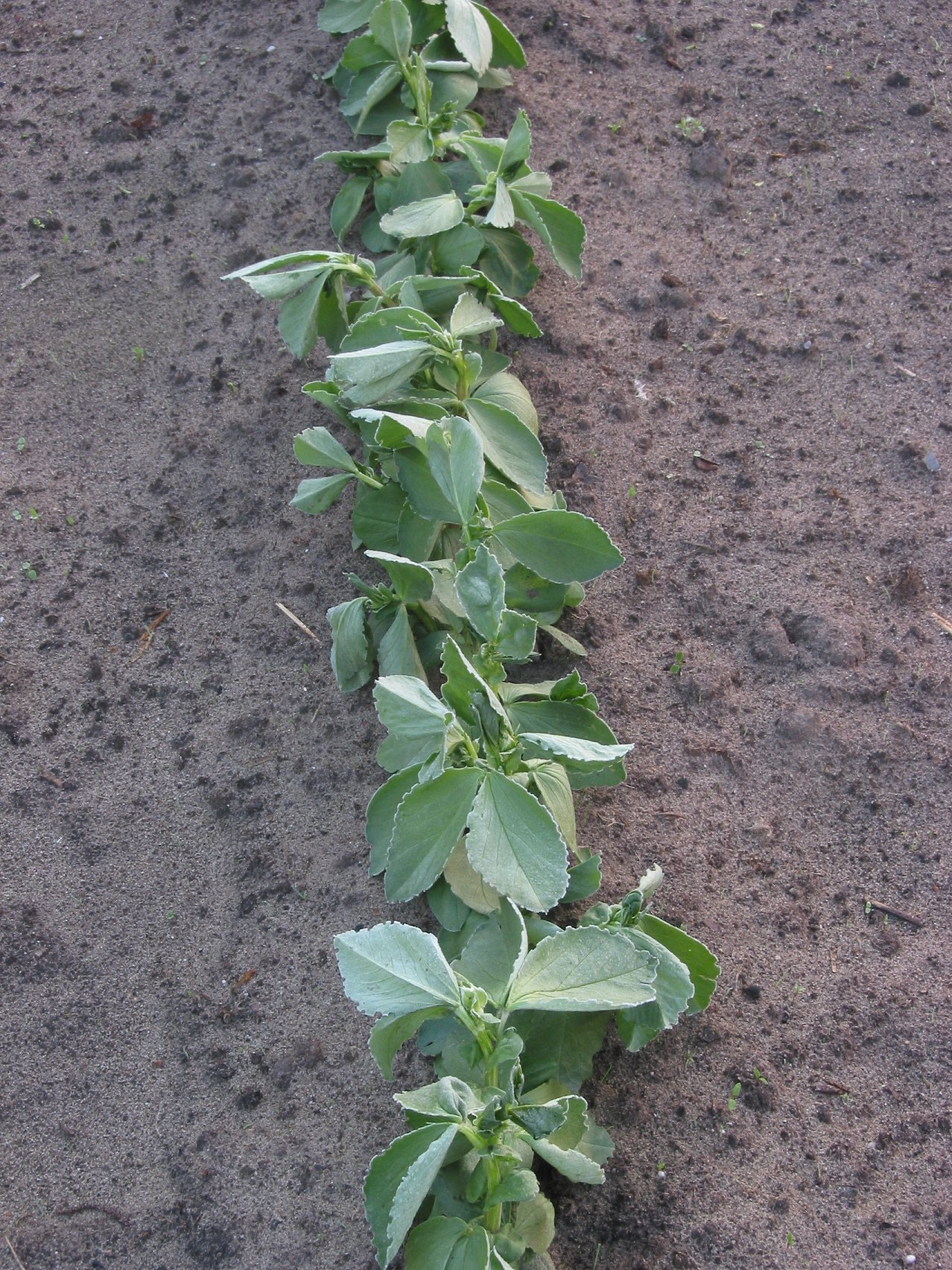
Hangende tuinboonplanten tijdens nachtvorst
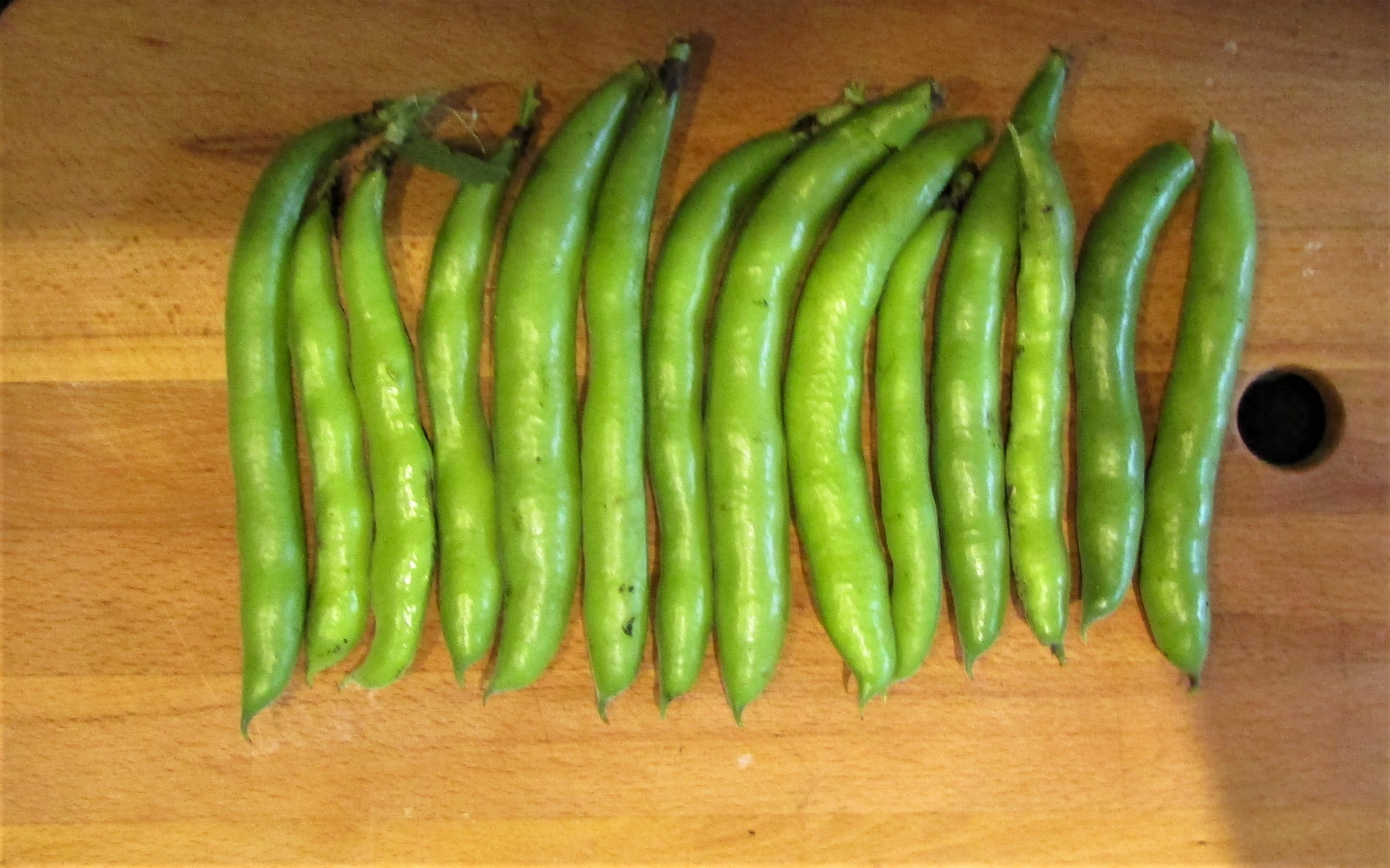
Tuinbonen
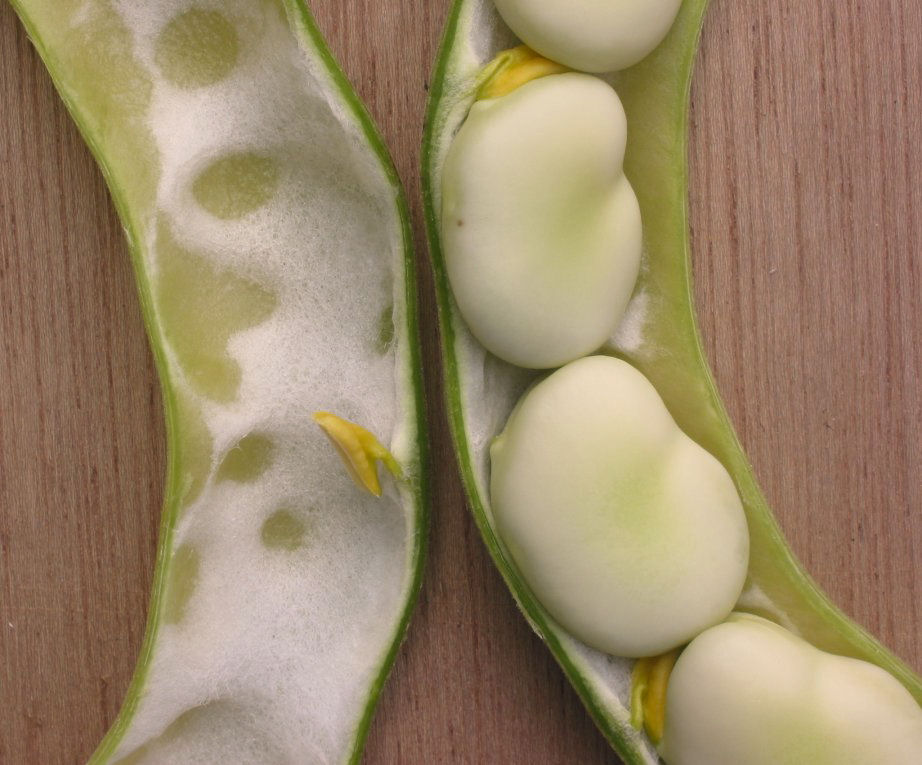
Tuinboonzaden met gele navel in peul
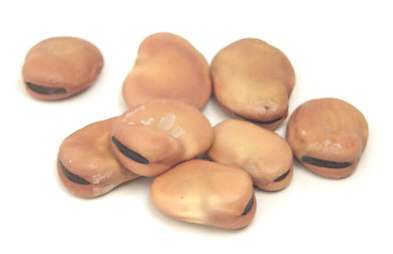
Bonen met een zwarte navel
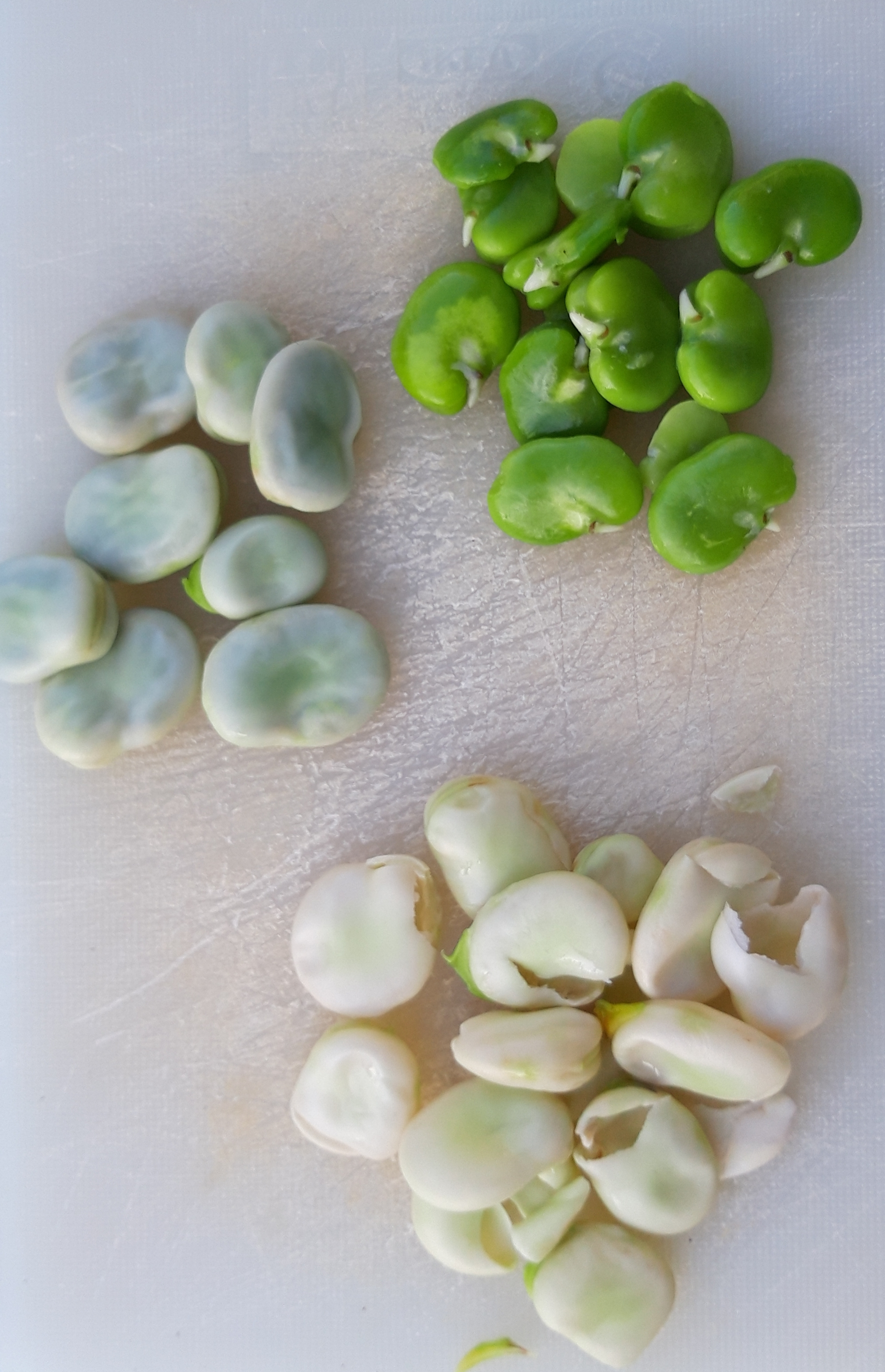
Dubbel gedopte tuinbonen

## Teelt
Tuinbonen kunnen veel vorst verdragen.
Voor de verse consumptie worden de bonen dikwijls onder platglas gezaaid om later in de vollegrond te worden uitgeplant. Hierdoor wordt enige vervroeging van de oogst verkregen. Voor de verse consumptie worden vroege rassen, die tevens forse peulen vormen, gebruikt. Uitzaai onder platglas in januari/februari. Uitpoten in maart. Plantafstand in de rij 15 cm en tussen de rijen 60 cm of in de rij 10 cm en tussen de rijen 140 cm. In Limburg worden soms drie planten bij elkaar in één plantgat gepoot. Oogst half juni - juli. De peulen hangen. Tussen de tuinbonen kan een vroege teelt van kropsla plaatsvinden.
Voor de verwerkende industrie worden rassen met fijne zaden gebruikt. Omdat de oogst machinaal gebeurt, moeten de peulen afstaan tot rechtop staan, omdat anders de peulen stukgemaaid worden. Voor het verkrijgen van de spreiding van de oogst worden rassen met verschillende vroegheid en verschillende zaaitijden gebruikt.

## Bereiding
Tuinbonen worden eerst uit hun peulen gehaald en vervolgens gekookt in water. De kooktijd voor jonge boontjes is ca. 5 minuten, voor oudere 15 minuten. Om de bonen bleek te houden wordt soms wat melk meegekookt. In traditionele recepten wordt bonenkruid toegevoegd.
Voor een extra fijne smaak worden de bonen eerst geblancheerd en daarna van hun velletjes ontdaan en nog een paar minuten gekookt. Door deze bewerkelijke werkwijze ontstaan fel groene bonen. Deze worden "dubbel gedopte tuinbonen" genoemd.

## Inhoudsstoffen
Tuinbonen zijn rijk aan tyramine. Mensen die als medicijn monoamine-oxidaseremmers gebruiken (een in Nederland eigenlijk nauwelijks meer gebruikte klasse van antidepressiva) mogen daarom geen tuinbonen eten. 
Tuinbonen zijn tevens een zeer rijke natuurlijke bron van L-DOPA. Een portie van 100 gram tuinbonen levert circa 250 mg L-DOPA. De stengels en vooral de bloemen (11% L-DOPA) bevatten veel L-DOPA.
Tuinbonen bevatten ook de alkaloïden vicine en convicine. Deze stoffen kunnen bij patiënten, waarbij het enzym Glucose-6-fosfaatdehydrogenase (G6PD) niet goed wordt aangemaakt, "favisme" veroorzaken. De term favisme verwijst naar het Latijnse woord voor boon, faba. Bij favisme of bonenziekte is het ziektebeeld hemolytische anemie (versterkte afbraak van erytrocyten (rode bloedcellen) en ontoereikende aanmaak ervan) met icterus (geelzucht) en hemoglobinurie (het vóórkomen van hemoglobine in de urine). Deze ziekte komt in bepaalde etnische groepen vrij veel voor maar is in Nederland zeldzaam.

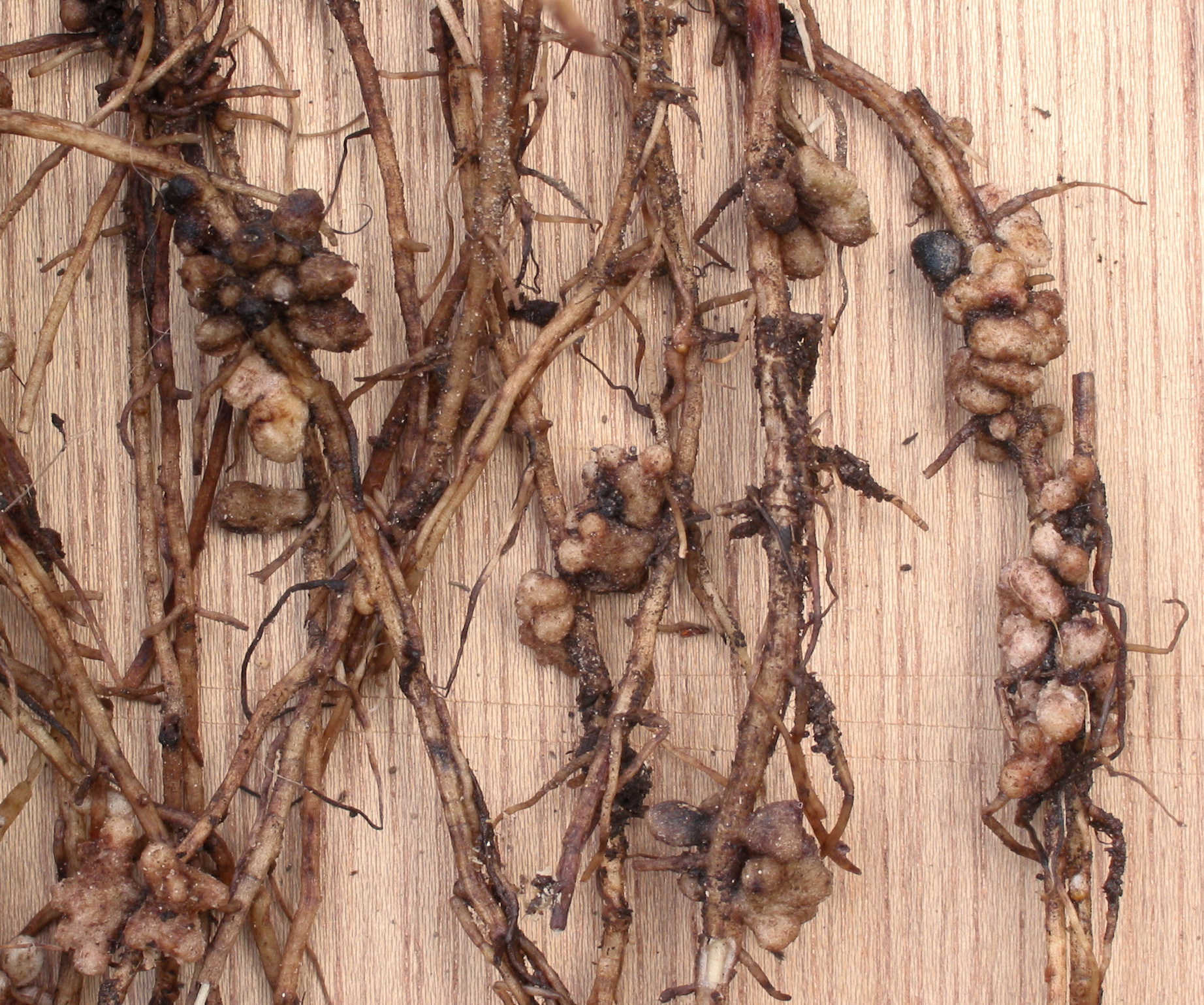
Stikstofwortelknolletjes

De voedingswaarde van 100 gram verse tuinboon is:
| Energetische waarde | 163 kJ   |
| Koolhydraten        | 4 gram   |
| Eiwitten            | 5 gram   |
| Vetten              | 0,3 gram |
| Vitamine C          | 80 mg    |
| Caroteen            | 0,16 mg  |
| Vitamine B1         | 0,10 mg  |
| Vitamine B2         | 0,15 mg  |
| Calcium             | 20 mg    |
| IJzer               | 1 mg     |

## Stikstofwortelknolletjes
De tuinboon vormt evenals andere vlinderbloemigen, door hun symbiose met Rhizobium-soorten, stikstofwortelknolletjes. Hierdoor wordt stikstof uit de lucht gebonden en komt zo beschikbaar voor de plant.

## Ziekten en plagen
Tuinbonen kunnen veel last van de zwarte bonenluis hebben. De luis is het eerst in de toppen van de planten te vinden en verspreidt zich daaruit verder over de plant en de peulen. Volkstuinders verwijderen daarom vaak de toppen van de planten voordat er luis in komt. Dit is veelal niet voldoende. Naast een biologische bestrijding is een goede manier om zwarte bonenluis te voorkómen door het afwisselend planten van rijen tuinbonen en rijen dille.
Bij de late teelt, veelal voor de verwerkende industrie, kan topvergelingsvirus dat bladrol veroorzaakt en bonenscherp-mozaïekvirus dat mozaïek-symptomen geeft, de planten ernstig aantasten. Topvergeling wordt door bladluizen overgebracht van luzerne (Medicago sativa) op erwten en tuinbonen. Topvergeling komt het meeste voor in het zuiden, zuidwesten van Nederland en in Flevoland. Verder kan bladvlekkenziekte (Ascochyta fabae en Cercospora zonata) en chocoladevlekkenziekte (Botrytis-soorten) optreden.

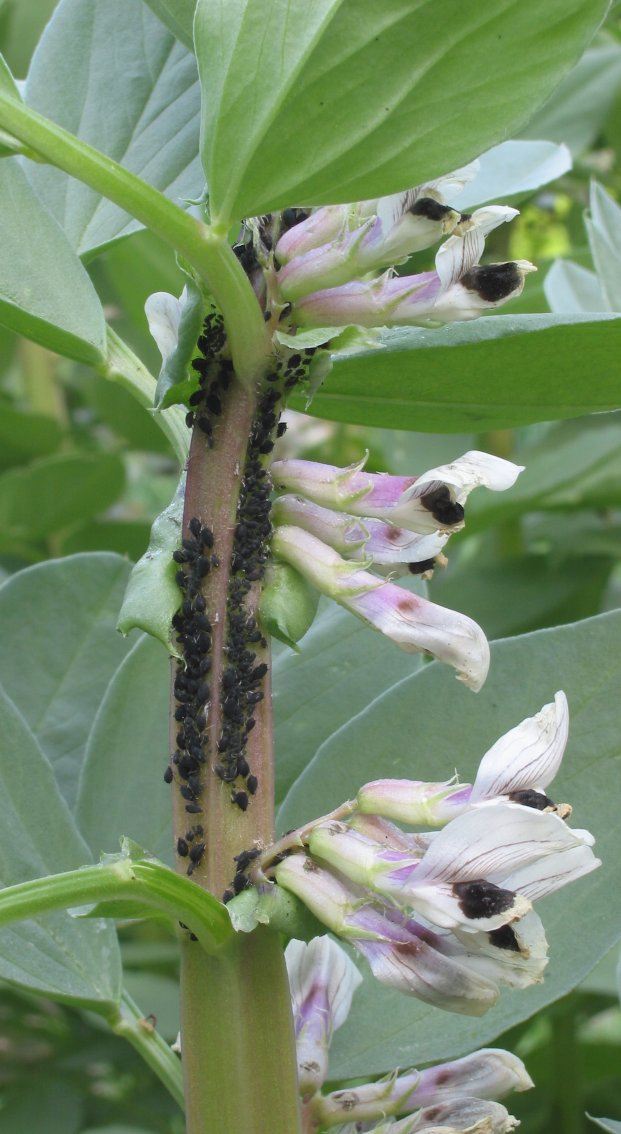
Zwarte bonenluis op tuinboon
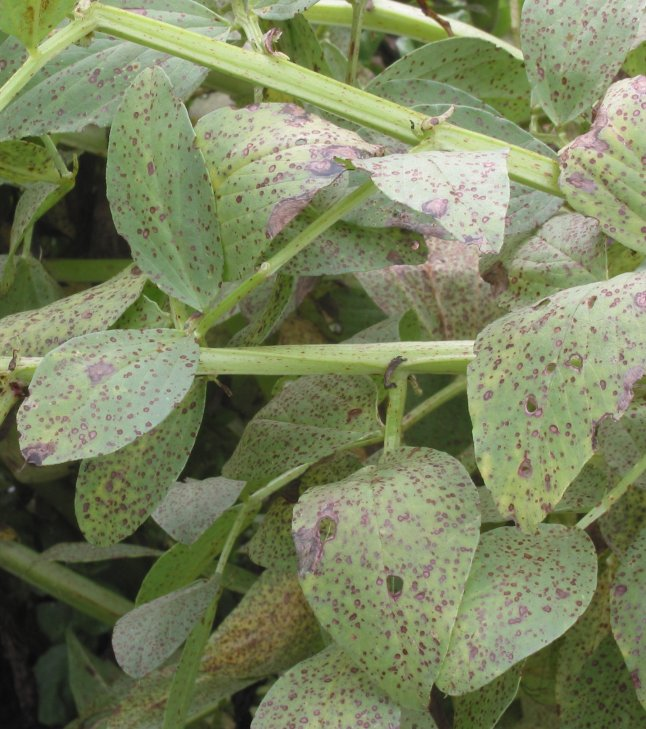
Chocoladevlekkenziekte op tuinboon
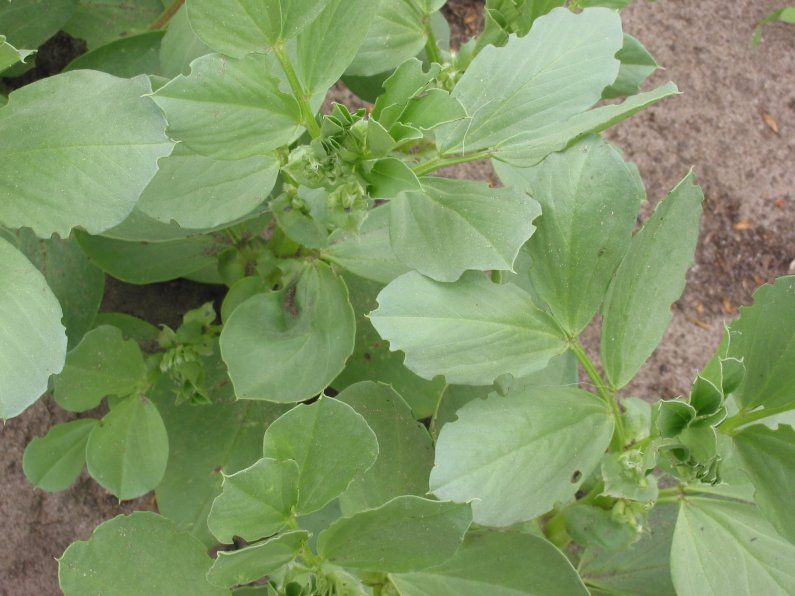
Vraatbeeld van de bladrandkever
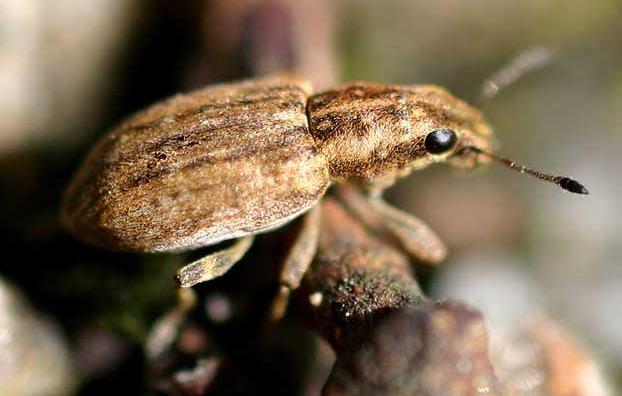
Bladrandkever
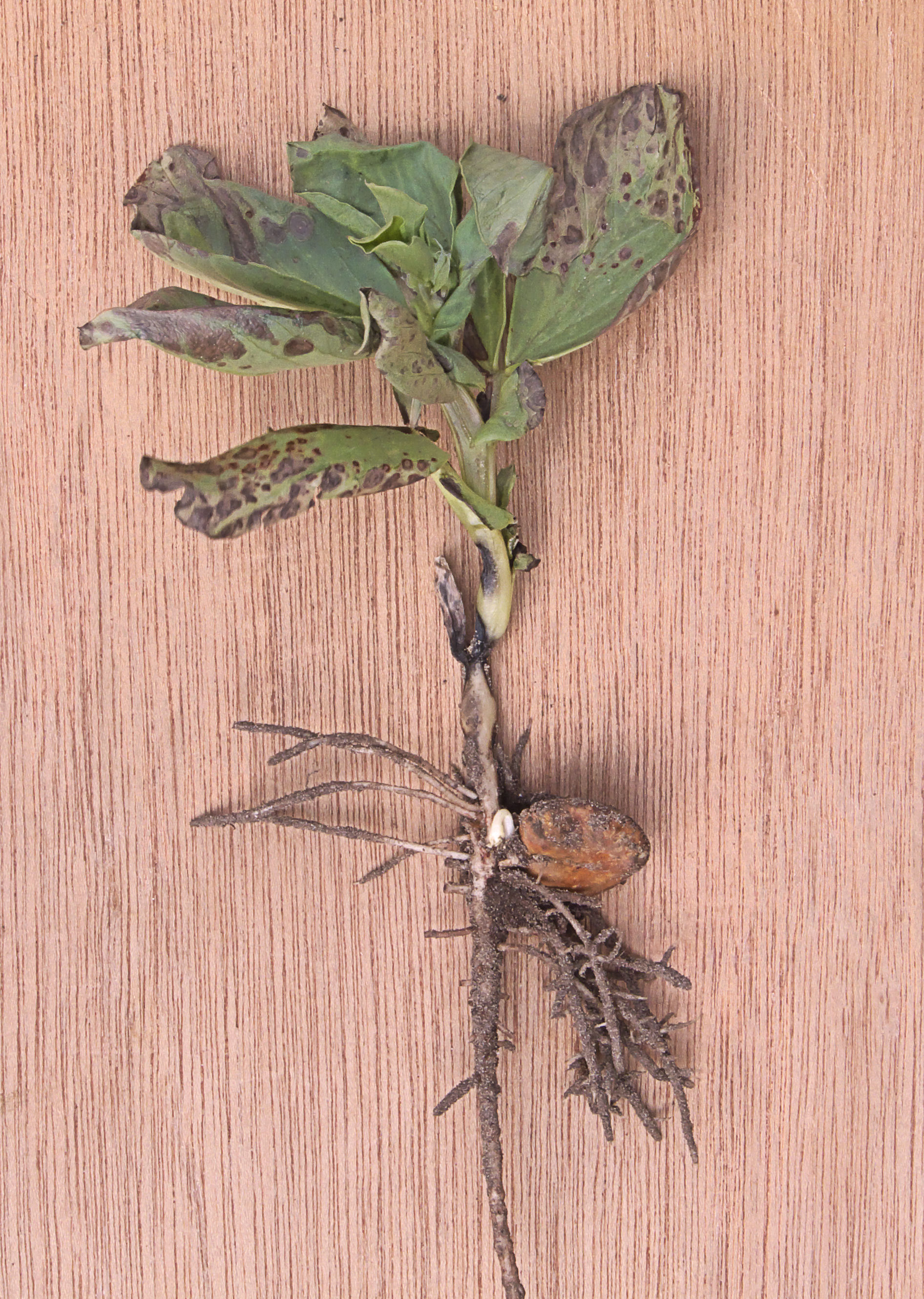
Bladvlekkenziekte Cercospora zonata
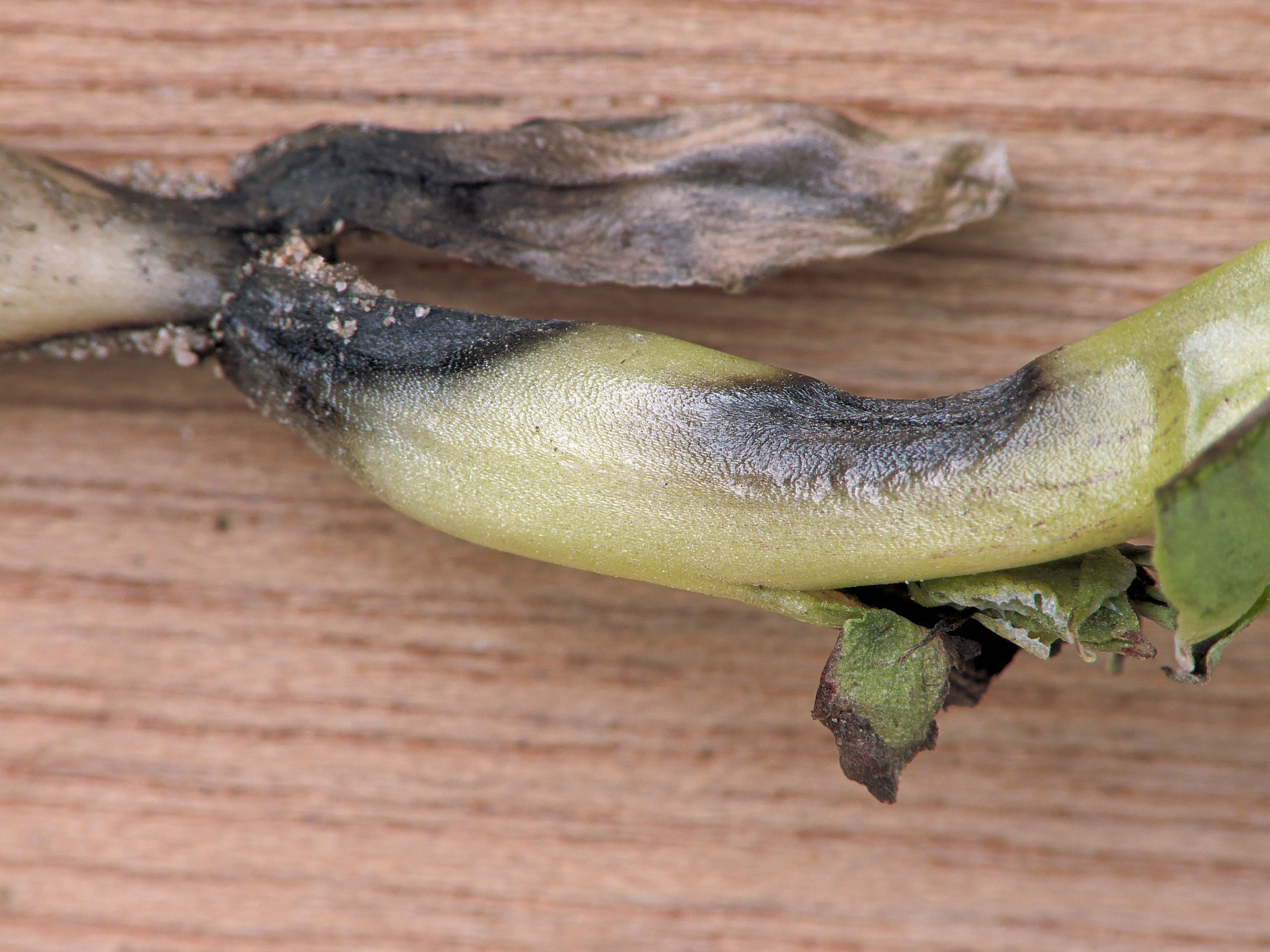
Bladvlekkenziekte Cercospora zonata
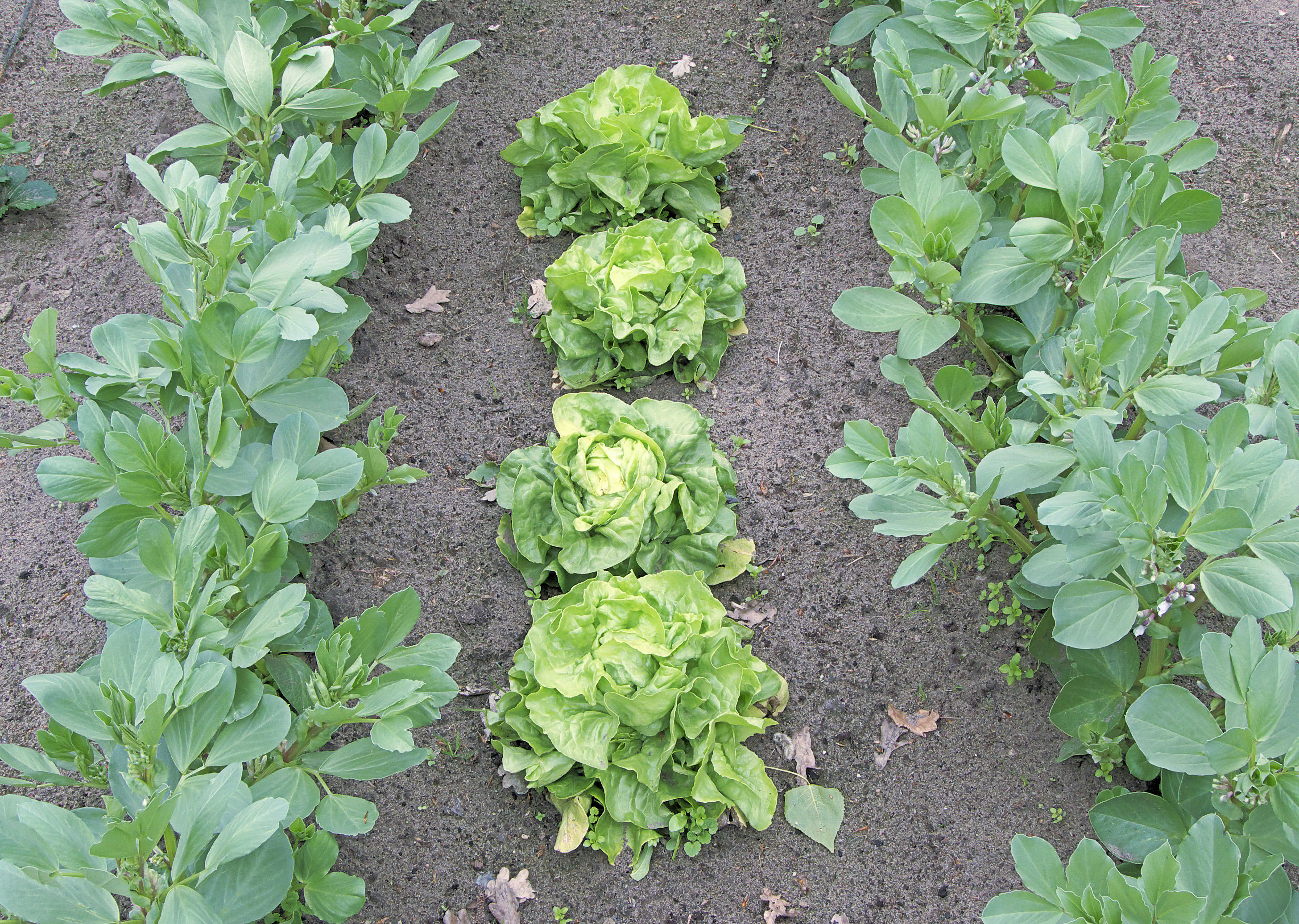
Tuinboon met vroege teelt kropsla

De bladrandkever (Sitona lineatus) vreet aan de blaadjes, waardoor de karakteristieke halve maantjes aan de bladranden ontstaan. Meestal geeft dit weinig schade. Ook kan dit voorkomen bij de erwt.